# Бессонов, Андрей Васильевич (хоккеист)
Андрей Васильевич Бессонов (род. 20 июня 1965) — советский и российский хоккеист, вратарь.

## Биография
Воспитанник челябинского «Сельхозвузовца». Выступал за команды «Металлург» Челябинск (1983/84 — 1986/87), «Рубин» Тюмень (1989/90 — 1991/92, 1999/2000) «Металлург» и «Металлург-2» (Магнитогорск, 1992/93 — 1993/94), «Сибирь» Новосибирск (1995/96), «Металлург» и «Металлург-2» (Новокузнецк, 1996/97 — 1997/98).
Возможно, скончался в 2019 году.